# Interleuchina 1
Per interleuchina 1 (IL-1) si intende una citochina secreta da vari tipi di cellule del sistema immunitario tra cui macrofagi, monociti e cellule dendritiche, ma anche da fibroblasti e cellule endoteliali. Deve il suo nome al fatto di essere stata la prima citochina a venire scoperta.
Questa proteina viene prodotta tra l'altro in risposta a infezioni batteriche (la sua produzione viene stimolata soprattutto dall'LPS, una endotossina dei batteri Gram negativi), alla presenza di TNF e dall'interazione delle cellule produttrici con linfociti T - CD4 positivi.
La IL-1 ha molteplici effetti a livello sia locale che generale nell'organismo tra cui quello di favorire processi infiammatori in risposta ad infezioni batteriche quali vasodilatazione, crampi e febbre. Inoltre stimola la produzione di prostaglandine da parte di vari tipi di cellule (muscolari, epiteliali, ecc), la produzione di altre citochine quali IL-2 e l'attivazione e il reclutamento di altre cellule del sistema immunitario.
Queste manifestazioni sono sintomo dell'attività di questa molecola: la vasodilatazione dei vasi sanguigni (per mezzo delle prostaglandine) favorisce la migrazione di cellule immunitarie quali macrofagi e linfociti verso il sito di infezione. Inoltre l'espressione di molecole di adesione nelle cellule dell'endotelio dei vasi sanguigni favorisce l'ancoraggio dei leucociti alle pareti dei vasi stessi e la loro migrazione verso i tessuti.
Un'altra capacità di queste chemochine è quella di contribuire ad attivare linfociti T helper e alla maturazione e all'espansione clonale (moltiplicazione di linfociti B in grado di riconoscere lo stesso antigene) dei linfociti B.
In caso di infezione sistemica, l'interleuchina 1 agisce in maniera simile al TNF-alfa, stimolando la produzione nel fegato delle cosiddette proteine di fase acuta.
Oltre a stimolare processi infiammatori, l'IL-1 è in grado direttamente e autonomamente di stimolare la febbre, anche in assenza di altri stimoli (antigeni batterici), ed è per questo conosciuto come un pirogeno endogeno. Questa citochina si lega a recettori presenti nelle cellule endoteliali dell'ipotalamo e sembra essere in grado di "resettare" il suo centro termoregolatore facendo aumentare la temperatura del corpo provocando febbre. In queste condizioni la replicazione batterica e virale diminuisce mentre la risposta immunitaria diviene più efficiente.
Sono stati identificati finora diversi tipi di IL-1 tra cui:
- IL1 alfa
- IL1 beta

Queste due classi hanno attività simili ma strutture diverse, e infatti sono codificate da geni diversi e mostrano una identità di meno del 30% tra le loro sequenze, mentre all'interno delle loro sottofamiglie l'omologia sale al 60-70%. Entrambe sono sintetizzate a partire da precursori (33 kDa) che in seguito a processamento originano le forme attive (circa 17 kDa).

Sia IL1α che IL1β agiscono sullo stesso recettore, che viene poi internalizzato per portare agli effetti sopra citati.
Oltre a queste 2 classi, esiste un'altra citochina strutturalmente omologa alle 2 (e quindi in grado di legarsi ai suoi stessi recettori), ma funzionalmente inattiva. Essa agisce quindi da inibitore competitivo bloccando gli effetti di IL1α e IL1β e viene perciò chiamata IL-1 RA (cioè IL-1 Receptor Antagonist).
In quanto queste interleuchine svolgono un ruolo fondamentale nella regolazione dei processi infiammatori, giocano anche un ruolo importante nella patogenesi di alcune malattie autoimmuni croniche, quale l'artrite reumatoide e alcune malattie autoinfiammatorie quali le sindromi periodiche associate alla criopirina (Cryopyrin Periodic Associated Syndrome). 
Trattamento con corticosteroidi, ormoni prodotti dalle ghiandole surrenali inibisce l'azione dell'IL-1 ed è usato per ridurre le infiammazioni. Esiste anche una forma ricombinante dell'IL-1 RA (conosciuta sotto il nome di anakinra) che viene impiegata nel trattamento dell'artrite reumatoide e delle sindromi periodiche associate alla criopirina (CAPS) un gruppo di malattie autoinfiammatorie molto gravi.